# Crotalus stejnegeri
Crotalus stejnegeri är en ormart som beskrevs av Dunn 1919. Crotalus stejnegeri ingår i släktet skallerormar och familjen huggormar. IUCN kategoriserar arten globalt som sårbar. Inga underarter finns listade i Catalogue of Life.
Arten förekommer i västra Mexiko i delstaterna Durango och Sinaloa. Utbredningsområdet ligger 500 till 1200 meter över havet. Crotalus stejnegeri vistas i varma lövfällande skogar och i blandskogar. Honor lägger inga ägg utan föder levande ungar.